# Palác Dolmabahçe
Palác Dolmabahçe (turecky Dolmabahçe Sarayı) je empírový palác nacházející se v Istanbulu na evropském břehu Bosporu. Sloužil jako sídlo sultána a správní centrum Osmanské říše v letech 1853 až 1922 s přestávkou mezi lety 1889–1909.

## Historie

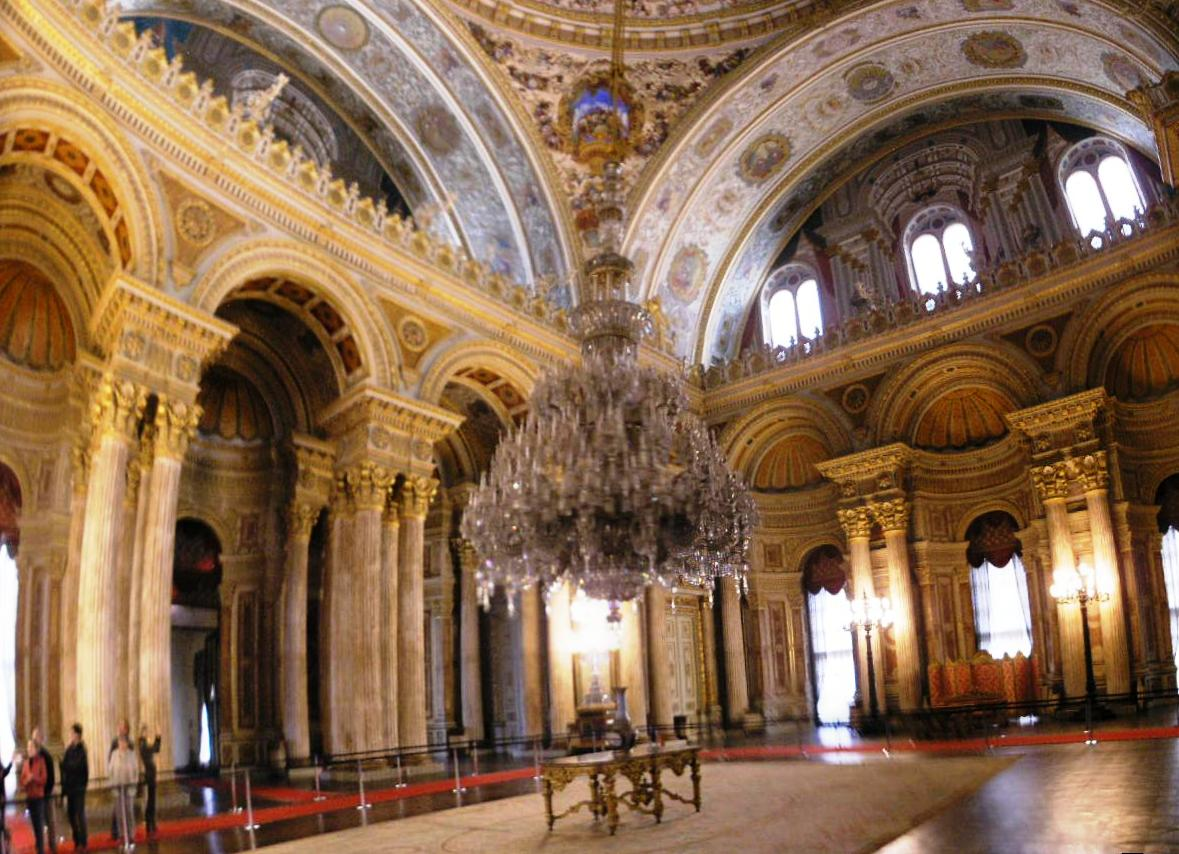
Největší lustr jaký kdy byl vyroben, dar z českého skla od britské královny

Palác nechal postavit sultán Abdülmecid I. podle návrhu arménského architekta Karabeta Balyana a jeho syna Nikoğa. Stavba se realizovala přibližně mezi lety 1843 a 1853, v roce 1857 se tam sultán přestěhoval i se svým dvorem z předešlého sídla – paláce Topkapi. Tento palác měl symbolizovat přibližování Osmanské říše k mnohem vyspělejší Evropě, proto hodně připomíná evropské zámky. Za vzor při návrhu mu sloužil francouzský Louvre a britský Buckinghamský palác. 
V mořské hladině se zrcadlí až přezdobená stavba osmanského slohu, jejíž stavba byla prý tak nákladná, že ve velké míře přispěla ke státnímu bankrotu v roce 1876. Toto sídlo tureckých sultánů zabírá plochu asi 700 tisíc metrů čtverečních. Jedná se o velký komplex paláců, pavilonů, mešit, fontán a nádvoří. Celý komplex je rozdělen do čtyř nádvoří a komplexu harému. V roce 1938 v tomto paláci zemřel zakladatel moderního Turecka Mustafa Kemal Atatürk.

## Interiér
V největším ceremoniálním sále visí vůbec největší lustr jaký kdy byl vyroben. Lustr z českého skla tvoří 750 světel a váží 4,5 tuny, sultánovi Abdülmecidovi I. ho v roce 1853 darovala britská královna Viktorie.
Dále palác zdobí drahé kameny, mramor, egyptský alabastr a porfyr z Pergamonu, benátské sklo a velké množství drahých koberců. Přepychové řešení interiéru ctí tradice pohádkových sultánských paláců, jen jeho styl je méně orientální. Obdivuhodné je množství zlata (spotřebovalo se údajně 35 tun tohoto vzácného kovu), a těžkých brokátů ve spojení s velkými prostorami.

## Narození v paláci

### Sultáni
- 14. ledna 1861 – Mehmed VI. († 16. května 1926)
- 29. května 1868 – Abulmecid II. († 23. srpna 1944)

### Princové
- 29. září 1857 – Şehzade Yusuf Izzeddin († 1. února 1916)
- 25. července 1860 – Şehzade Selim Süleyman († 12. července 1909)
- 12. srpna 1861 – Şehzade Mehmed Selaheddin († 29. dubna 1915)
- 10. června 1869 – Şehzade Mehmed Şevket, syn sultána Abdulazize († 22. října 1899)
- 23. prosince 1913 – Şehzade Mahmud Namık, vnuk sultána Mehmeda V. († 13. listopadu 1963)

### Princezny
- 30. července 1856 – Mediha Sultan, dcera sultána Abdulmecida I. († 3. prosince 1928)
- 30. září 1856 – Naile Sultan, dcera sultána Abdulmecida I. († 7. ledna 1882)
- 10. října 1862 – Saliha Sultan, dcera sultána Abdulazize († asi 1941)
- 14. února 1867 – Nazime Sultan, dcera sultána Abdulazize († asi 1947)
- 12. ledna 1872 – Zekiye Sultan, dcera sultána Abdulhamida II. († 13. července 1952)
- 21. března 1873 – Esma Sultan, dcera sultána Abdulazize († 7. května 1899)
- 24. srpna 1874 – Emine Sultan, dcera sultána Abdulazize († 30. ledna 1920)
- 2. srpna 1875 – Fehime Sultan, dcera sultána Murada V. († 15. září 1929)
- 3. září 1876 – Naime Sultan, dcera sultána Abdulhamida II. († asi 1945)
- 5. dubna 1880 – Münire Sultan, vnučka sultána Abdulmecida I. († 7. října 1939)
- 3. srpna 1905 – Dürriye Sultan, vnučka sultána Mehmeda V. († 15. července 1922)
- 11. listopadu 1906 – Rukiye Sultan, vnučka sultána Mehmeda V. († 20. února 1927)
- 20. března 1910 – Lütfiye Sultan, vnučka sultána Mehmeda V. († 11. června 1997)
- 19. září 1911 – Mukbile Sultan, vnučka sultána sultána Mehmeda V. († 21. května 1995)